# Makassar
Makassar (Makasar) is de hoofdstad van de provincie Zuid-Celebes (Sulawesi Selatan) op het Zuidelijk Schiereiland van het eiland Celebes. Het ligt vijf graden ten zuiden van de evenaar.
Ook was het de naam van een gouvernement van de Vereenigde Oostindische Compagnie (VOC), en daarna, onder Nederlands overheidsbewind, van een afdeling, in het zuidoosten van Celebes. De stad kreeg in 1971, in de tijd van president Soeharto, de naam Ujung Pandang, maar werd onder president Bacharuddin Jusuf Habibie in 1999 weer Makassar.  Met ruim 1 miljoen inwoners is Makassar een van de grootste steden van Indonesië. De stad kent een aanzienlijke Chinese gemeenschap. Zij hebben hier vele winkels en tempels gebouwd.

## Geschiedenis
Op 18 november 1667 sloot de VOC na lange strijd een compromis met de plaatselijke sultan in de vorm van het Verdrag van Bongaja. Daarin werd onder meer bepaald dat de VOC handel mocht drijven in dat gebied.
Onder leiding van Cornelis Speelman werd het Fort Rotterdam gebouwd, dat muren van twee meter breed en zeven meter hoog had. Er werd vooral gehandeld in specerijen, hout en katoen. Deze vesting is bewaard gebleven en vormt tegenwoordig een van de belangrijkste toeristische bezienswaardigheden van de stad.
In de omgeving van de stad werd onder meer makassarolie geproduceerd, welriekende plantaardige olie (vervaardigd uit vruchten van de koesambi- of kesambi-boom (Schleichera trijuga)), die eind 18de, begin 19de eeuw gebruikt werd om het kapsel in vorm te houden. Deze olie gaf haar naam aan de antimakassar.
In 1946 werd Makassar de hoofdstad van de deelstaat Oost-Indonesië (Negara Indonesia Timur). Het parlement was er gevestigd en de regering zetelde er. De deelstaat werd in 1950 opgeheven.

## Chinese tempels

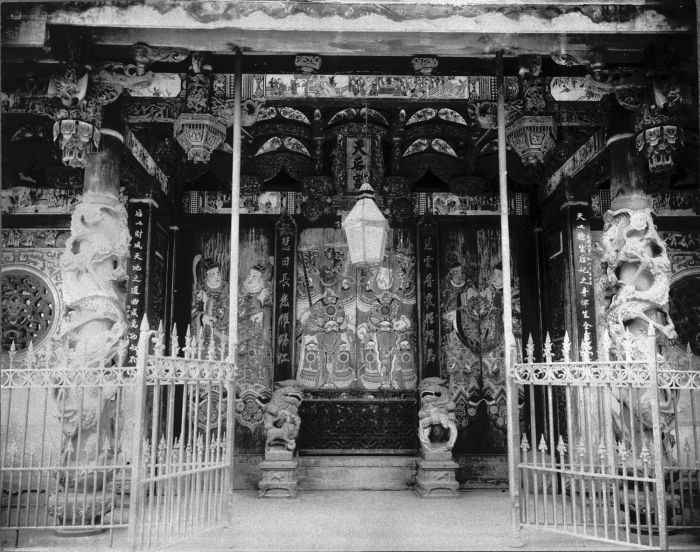
Tianhoutempel (Makassar Tian Hou Gong) van Makassar
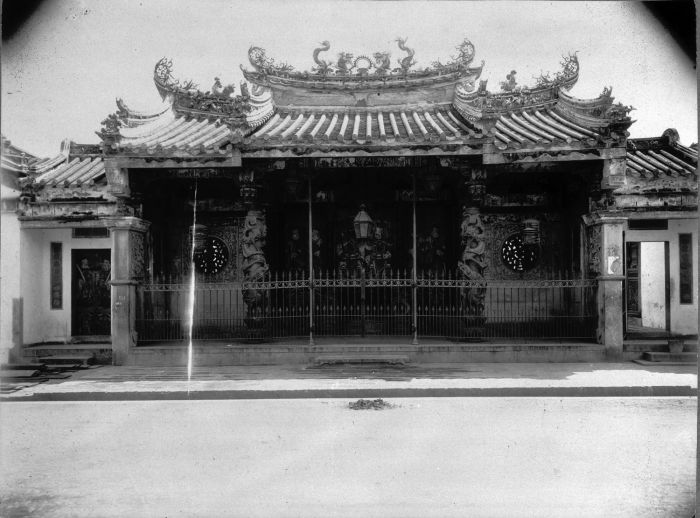
Voorgevel van de Chinese tempel te Makassar

Door de komst van grote groepen Chinese migranten kwamen er ook Chinese tempels in Makassar.
- Istana Naga Sakti Klenteng Xian Ma
- Klenteng Jalan Lombok
- Long Xian Gong
- Makassar Tian Hou Gong
- Temple of the Community of Merchants of Guandong (Guanditempel)

## Jappenkampen
Tijdens de tweede wereldoorlog waren hier vijf krijgsgevangenenkampen, te weten de gevangenis in Makassar, het infanteriekampement, het Marisokamp, het militair hospitaal en de zeevaartschool.

## Burgemeester/Walikota
Op 1 april 1906 kreeg Makassar een eigen gemeenteraad. Jaarlijks wordt deze stichtingsdag op 1 april gevierd. Op 15 augustus 1918 werd de eerste burgemeester geïnstalleerd.
Nederlands-Indische tijd
1. J. E. Dambrink (1918-1927)
2. J. H. de Groot (1927-1931)
3. G. H. J. Beikenkamp (1931-1932)
4. F. C. van Lier (1932-1933)
5. Ch. H. ter Laag (1933-1934)
6. J. Leewis (1934-1936)
7. H. F. Brune (1936-1942)

## Bekende inwoners van Makassar

### Geboren
- Gotfried Coenraad Ernst van Daalen (1863-1930), Nederlands militair, gouverneur van Atjeh
- Johan Willem Ebbink (1874-1939), Nederlands kolonel, ridder in de Militaire Willems-Orde.
- Jan Engelbert van Bevervoorde (1881-1918), Nederlands militair luchtvaartpioneer (neergestort bij Bandoeng)
- Paulus Lambertus Grimmius Adriani, (1914-1942), Nederlands officier-vlieger der tweede klasse van de Marine Luchtvaartdienst
- Hans Sonnenberg (1928-2017), Nederlands galeriehouder en kunstverzamelaar
- Edgar Vos (1931-2010), Nederlands couturier
- Andy Tielman (1936-2011), Nederlands zanger en gitarist
- George Huibert Frederik de Ceuninck van Capelle Ebbeling (1947), Nederlands jurist, lobbyist en bestuurder
- Jim Supangkat (1949), Indonesisch beeldhouwer, kunstcriticus en conservator
- Jan Rot (1957-2022), Nederlands zanger, componist en tekstschrijver
- David Jacobs (1977-2023), tafeltennisser

### Nederlandse bisschoppen van Makassar (Ujung Pandang)
- Nicolaas Schneiders (1948-1973)
- Frans van Roessel (1988-1994)